# Simón Bolívar (Barranquilla)
Simón Bolívar es un barrio tradicional y popular de la ciudad de Barranquilla. Se encuentra en la localidad Sur Oriente. En este sector predominan los estratos socioeconómicos 2 y 3, es decir, bajo y medio de la ciudad. Lleva el nombre del libertador Simón Bolívar.
Limita al norte con la carrera 38, al suroriente con el río Magdalena, al suroccidente con la avenida Murillo y al sur con los límites de Soledad. Cuenta con una población de 11 854 habitantes y su código postal es 080005.
Las primeras viviendas de este barrio fueron prefabricadas e importadas de Europa; estaban hechas de cartón y tabla.

## Actividades socioeconómicas
En Simón Bolívar se sitúan gran variedad de almacenes, oficinas administrativas de compañías, diversidad de edificios y establecimientos comerciales, supermercados, empresas de transporte y logística, hoteles, restaurantes, panaderías, droguerías, tiendas de ropa, veterinarias, corresponsales bancarios (Bancolombia), almacenes de repuestos y automotriz. También una sede de la Caja de Compensación Familiar, redes transaccionales de bajo valor, cajeros automáticos, una Casa de Justicia y una estación de policía, entre otros.

## Sitios de interés
Este barrio cuenta con diversidad de sitios de gran interés. Posee un extenso bulevard, donde se encuentran parques, canchas de fútbol y baloncesto, también cuenta con un parque de patinaje, zonas verdes y recreativas y senderos peatonales. Históricamente, esta avenida ha sido intervenida en dos oportunidades, la primera en 1992 en la administración del alcalde Bernardo Hoyos Montoya, aunque el proyecto fue culminado en 1995 y la segunda en 2012 cuando Elsa Noguera estaba al frente de la ciudad.
Este bulevar fue una pista de vuelo, en la que operó por primera vez el estadounidense William Knox Martin, pionero de la aviación en Colombia. A comienzos de la década de 2010, en este emblemático lugar se construyó un modelo a escala de la primera avioneta que piloteó.
En un sector estratégico del bulevard se sitúa la denominada cancha de fútbol de Simón Bolívar, un hospital llamado Camino Simón Bolívar y diversidad de instituciones educativas, además de bares, tabernas, discotecas, billares y gimnasios.